# Titanattus andinus
Espèce
Synonymes
- Agelista andina Simon, 1900
- Agelista hirsuta Mello-Leitão, 1941
- Scopocira obscura Mello-Leitão, 1943
- Agelista schubarti Soares & Camargo, 1948

Titanattus andinus est une espèce d'araignées aranéomorphes de la famille des Salticidae.

## Distribution
Cette espèce se rencontre en Argentine, au Paraguay et au Brésil.

## Description
Le mâle holotype mesure 7 mm.

## Publication originale
- Simon, 1900 : Descriptions d'arachnides nouveaux de la famille des Attidae. Annales de la Société Entomologique de Belgique, vol. 44, p. 381-407 (texte intégral).